# Terespol
Terespol város és község Kelet-Lengyelországban, Lublini vajdaságban, Bialski járásban. Közvetlenül a fehérorosz határ mellett fekszik, határátkelő is van itt. A Nyugati-Bug partján terül el, a folyó túloldalán már a fehéroroszországi Breszt van. Terespolon halad át az E30-as út, ami Írországban kezdődik és Oroszországban ér véget.

## Külső hivatkozások
1. ↑  https://terespol.pl/uploaded_images/1539342614_dowod6-1.pdf
2. ↑  https://city-brest.gov.by/ru/pobratim-ru/
3. ↑  https://bdl.stat.gov.pl/api/v1/data/localities/by-unit/060610901021-0922343?var-id=1639616&format=jsonapi. (Hozzáférés: 2022. október 4.)